# Ferdinand Císař
Ferdinand Císař (27. února 1850 Ledčice – 14. června 1932 Praha nebo Loučeň) byl český evangelický duchovní. Profesní dráhu započal v Krabčicích, poté byl necelý rok (1874–1875) vikářem ve Vanovicích. V letech 1875–1877 působil jako farář v Novém Městě na Moravě, poté v letech 1877–1922 v Kloboukách. Od roku 1899 do roku 1921 působil zároveň jako superintendent evangelické reformované církve na Moravě, po sloučení církve byl v letech 1918–1922 členem prvního synodního výboru. V roce 1922 odešel do výslužby.
Byl redaktorem časopisu Hus, překládal z angličtiny, byl činný v mezinárodní spolupráci protestantských církví (zejména ve styku se skotskou církví a valdenskými).
Byl přítelem Tomáše Garrigue Masaryka, kterého v roce 1880 přijal za člena církve.